# سیامنوسید I
سیامنوسید I (به انگلیسی: Siamenoside I) با فرمول شیمیایی C54H92O24 یک ترکیب شیمیایی است. که جرم مولی آن ۱۱۲۵٫۲۹ گرم بر مول می‌باشد. شکل ظاهری این ترکیب، پودر سفید است.